# Karl Ludwig Haenchen
Karl Ludwig Haenchen (* 11. September 1911 in Berlin; † 5. März 2003 in Dolcedo-Castellazzo, Provinz Imperia, Italien) war ein deutscher Fotograf, Fernsehproduzent sowie Schlagertexter und -komponist.

## Leben und Wirken
Karl Ludwig Haenchen wuchs als ältestes von 7 Kindern des Gymnasiallehrers und Historikers Karl Haenchen (1883–1962) und seiner Ehefrau Erna Haenchen, geb. Fruchtermann (1887–1981) in Kleinmachnow bei Berlin auf. Er studierte zunächst Geschichte und Sport für das Lehramt, wandte sich dann aber der Fotografie zu, in der er Autodidakt war. Etwa 1930 eröffnete er ein erstes Fotostudio in Berlin, wo er in den 1930er und 1940er Jahren als einer der bedeutendsten Modefotografen seiner Zeit galt. Zeitweise betrieb er in Berlin drei Ateliers gleichzeitig. Ab 1932 erschienen seine Aufnahmen auch in Modezeitschriften wie Elegante Welt (ab 1935), Die Dame (1936–1942), die neue linie (1936–1939), Hella (1936–1942) und NS-Frauen-Warte (1936–1944). Eine frühe Farbfotografie erschien 1942 als Titelbild von Die Dame. Die Modelle erscheinen in Haenchens Arbeiten dem Stil der Zeit entsprechend oft in Untersicht aufgenommen.
Nach Kriegsende erstellte Haenchen zunächst vor allem Porträtaufnahmen, später dann wieder Mode- und Pressefotos für Film und Frau (ab 1948), Inspiration, Die Zeitschrift für die Dame (ab 1950) und die Illustrierte Stern (1950–1955). Daneben arbeitete er auch als Starfotograf für die Filmfirma Sascha-Film. 1954 zog er nach Hamburg. 1966 war er Fernsehproduzent, außerdem textete und komponierte er eine Reihe von Schlagern. Ab 1970 war er nicht mehr als Fotograf tätig.
Karl-Ludwig Haenchen war ein Neffe des Theologen Ernst Haenchen. In erster Ehe war er mit der Modejournalistin Petra Fiedler, geb. Behrens (1898–1993), der ältesten Tochter des Architekten Peter Behrens verheiratet, seit 1948 mit Ilse Haenchen, geb. Oeberg (1918–2019), mit der er zwei Söhne hatte.

## Kompositionen
- Dreh' dich nicht um 1961 (mit Bobby Schmidt)
- Paris ist eine Reise wert 1961 (mit Jupp Schmitz)
- Das Glücksrad 1962 (aus dem Film Das süsse Leben des Grafen Bobby, Text: Kurt Feltz)

## Filmografie (Auswahl)
- 1964: Eine weiße Hochzeitskutsche (Fernsehkurzfilm) als Regisseur